# Wavin’ Flag
A  Wavin' Flag a szomáliai-kanadai énekes, K'naan dala a Troubadour című albumáról. A dalt eredetileg Szomáliának írta és bíztatta a lakosait a szabadságra. Az eredeti kislemez nagy sikernek örvendett Kanadában, második helyet ért el a Canadian Hot 100 slágerlistán. Az album harmadik kislemeze volt az ABCs és a Bang Bang után.
Miután 2010-ben Haitin földrengés pusztított, a dalt újra feldolgozta egy kanadai előadókból álló ad hoc supergroup, melynek neve Young Artists for Haiti volt. Első helyet ért el a Canadian Hot 100 slágerlistán.
A dal akkor lett világszerte ismert, mikor a 2010-es labdarúgó-világbajnokság (Dél-Afrika) idején használta a Coca-Cola himnuszaként. Több mint 20 országban elérte a slágerlisták legjobb húsz helyének egyikét. Az angol nyelvű dalt "Wavin' Flag (Celebration Mix)" címen adta ki K'naan, hogy megkülönböztessék a másik két verziótól. A spanyol feldolgozáson szerepel David Bisbal is. Készült egy, a nemzetközi piacokra célzott feldolgozás is belőle will.i.am és David Guetta közreműködésével. Sok többnyelvű verzió is megjelent a dalból.
2012-ben K'naan kiadott egy gyerekkönyvet When I Get Older: The Story Behind Wavin' Flag címen.

## Eredeti kislemez
Az eredeti Wavin' Flag kislemez a Troubadour album részeként jelent meg. A kislemez 2. helyet ért el a Canadian Hot 100 slágerlistán, mint az album harmadik hivatalos kislemeze az ABCs és a Bang Bang után. A dal producerei Kerry Borthers Jr. és Bruno Mars voltak. K'naan először a Q TV-n adta elő a dalt. Ezen verzió dalszövege a háború elől menekülők szenvedéséről szól, gyakran említve K'naan szülőhazáját, Szomáliát. A labdarúgó-világbajnokságon használt verzió szövegét újraírták, hogy ünnepiesebb legyen.

### Slágerlisták
| Slágerlista (2010)        | Legmagasabb pozíció |
| ------------------------- | ------------------- |
| Kanada (Canadian Hot 100) | 2                   |

## Young Artists for Haiti
2010-bena dalt újra feldolgozta egy kanadai előadókból álló ad hoc supergroup, melynek neve Young Artists for Haiti volt. Jótékonysági kislemez volt, hogy segítsék a Haitin élőket a 2010-es földrengés után. A dal producere Bob Ezrin volt, hangmérnöke Mike Fraser és szövegét újradolgozták, hogy Haitihez kapcsolatos sorokat tartalmazzon. 2010. március 12-én jelent meg, minden bevételét a Free the Children, a War Child Canada és a World Vision Canada szervezeteknek juttatták. Első helyig jutott a kanadai slágerlistákon.
A dalon szólózó előadók: K'naan, Nelly Furtado, Sam Roberts, Avril Lavigne, Pierre Bouvier, Tyler Connolly, Kardinal Offishall, Jully Black, Lights, Deryck Whibley, Serena Ryder, Jacob Hoggard, Emily Haines, Hawksley Workman, Drake, Chin Injeti, Ima, Pierre Lapointe, Elisapie Isaac, Esthero, Corb Lund, Fefe Dobson, Nikki Yanofsky, Matt Mays, Justin Nozuka és Justin Bieber. A refrénen énekelt: Arkells, Lamar Ashe, Broken Social Scene, Torquil Campbell, Canadian Tenors, Aion Clarke, City and Colour, Tom Cochrane, Jim Cuddy, Jim Creeggan, Kathleen Edwards, Dave Faber, Jessie Farrell, Colin James, Pat Kordyback, Brandon Lehti, Colin MacDonald, Jay Malinowski, Stacey McKitrick, Suzie McNeil, Stephan Moccio, Kevin Parent, Josh Ramsay, Red 1, Hayley Sales, James Shaw, és Shiloh. Vancouveri középiskolák zenekarai is részt vettek a dal elkészítésében. A videóklipet a vancouveri The Warehouse Studióban vették föl. 2011 márciusában Juno-díjat nyert az Év kislemeze kategóriában.

### Számlista
| 1. | Wavin' Flag | 3:55 |

| 1. | Wavin' Flag (Live At Juno Awards 2010) (K'naannal) | 5:20 |

### Slágerlisták

#### Heti slágerlisták
| Slágerlista (2010)                           | Legmagasabb pozíció |
| -------------------------------------------- | ------------------- |
| Kanada (Canadian Hot 100)                    | 1                   |
| Brit kislemezlista (Official Charts Company) | 89                  |

#### Év végi slágerlisták
| Slágerlista (2010)        | Legmagasabb pozíció |
| ------------------------- | ------------------- |
| Kanada (Canadian Hot 100) | 19                  |

### Minősítések
| Régió                 | Minősítés  | Példányszám |
| --------------------- | ---------- | ----------- |
| Kanada (Music Canada) | 3× Platina | 120,000*    |

## Coca-Cola Celebration Mix
2010-ben a dal egy remixe megjelent Celebration Mix címen, hogy a Coca-Cola felhasználja himnuszaként a 2010-es Dél-afrikai labdarúgó-világbajnokság idején. A kislemez első helyet ért el Németországban, Svájcban és Ausztriában, illetve második helyet az Egyesült Királyságban és Írországban.
A videóklipben focizó emberek láthatók és az, ahogyan ünnepelnek. A teljes torna alatt használták a dalt, illetve a Coca-Cola világkörüli kampányainak is része volt. A világbajnokság nyitóünnepségén is fellépett K'naan a dallal. A számot az első világbajnokság döntőjének helyszínén, az Estadio Centenarióban (Montevideo, Uruguay) vették fel. A kislemez megtalálható a Troubadour album Champions Edition kiadásán.
A legnagyobb változtatás a refrént megelőző rész hozzáadása volt, amely egy felemelő atmoszférát ad a dalnak és ünnepiesebbé teszi. K'naan elmondta a Billboardnak, hogy nagyon büszke volt a dalra. A cég is boldog volt a végkimenetellel, bár megkérdőjelezték helyenként, hogy mennyire illik a szöveg a kampányuk lényegéhez.

### Slágerlisták

#### Heti slágerlisták
| Slágerlista (2010)                   | Legmagasabb pozíció |
| ------------------------------------ | ------------------- |
| Ausztria (Ö3 Austria Top 40)         | 1                   |
| Belgium (Ultratop 50 Flanders)       | 14                  |
| Belgium (Ultratop 50 Wallonia)       | 10                  |
| Csehország (Rádio Top 100)           | 3                   |
| Csehország (Singles Digitál Top 100) | 76                  |
| Dánia (Tracklisten)                  | 16                  |
| European Hot 100 Singles             | 1                   |
| Franciaország (SNEP)                 | 2                   |
| Németország (Official German Charts) | 1                   |
| Magyarország (Single Top 40)         | 7                   |
| Írország (IRMA)                      | 2                   |
| Izrael (Media Forest)                | 4                   |
| Olaszország (FIMI)                   | 2                   |
| Luxembourg Digital Songs (Billboard) | 1                   |
| Hollandia (Dutch Top 40)             | 2                   |
| Hollandia (Single Top 100)           | 3                   |
| Norvégia (VG-lista)                  | 5                   |
| Skócia (OCC)                         | 1                   |
| Szlovákia (Rádio Top 100)            | 4                   |
| Spanyolország (PROMUSICAE)           | 2                   |
| Spanyol Airplay Lista                | 6                   |
| Svájc (Schweizer Hitparade)          | 1                   |
| Svédország (Sverigetopplistan)       | 9                   |
| Brit kislemezlista (OCC)             | 2                   |
| UK Hip Hop/R&B (OCC)                 | 1                   |
| US Billboard Hot 100                 | 82                  |

#### Év végi slágerlisták
| Slágerlisták (2010)                  | Pozíció |
| ------------------------------------ | ------- |
| Ausztria (Ö3 Austria Top 40)         | 4       |
| Belgium (Ultratop 50 Flanders)       | 74      |
| Belgium (Ultratop 50 Wallonia)       | 74      |
| Németország (Official German Charts) | 6       |
| Hollandia (Dutch Top 40)             | 43      |
| Hollandia (Single Top 100)           | 11      |
| Svédország (Sverigetopplistan)       | 56      |
| Svájc (Schweizer Hitparade)          | 4       |
| Brit kislemezlista (OCC)             | 43      |

## Celebration Mix
A Wavin' Flag egy remixe, amelyen közreműködött David Guetta francia producer és will.i.am amerikai rapper, nemzetközi kiadásra jelent meg. Will.i.am szólóit exkluzívan a nemzetközi verzióra írták.

### Számlista
|    | Cím                                                                        | Producer(ek)                                                              | Hossz |
| -- | -------------------------------------------------------------------------- | ------------------------------------------------------------------------- | ----- |
| 1. | Wavin' Flag (Celebration Mix)                                              | The Smeezingtons                                                          | 3:33  |
| 2. | Wavin' Flag (Celebration Mix) (will.i.am és David Guetta közreműködésével) | Afrojack David Guetta Kerry "Krucial" Brothers The Smeezingtons will.i.am | 3:30  |
| 3. | Wavin' Flag (Spanish Celebration Mix) (David Bisbal közreműködésével)      | The Smeezingtons                                                          | 3:52  |
| 4. | Wavin' Flag (album verzió)                                                 | Bruno Mars Kerry "Krucial" Brothers                                       | 3:41  |

### Többnyelvű kiadások
Hivatalos, Coca-Cola által szponzorált kiadások:
- Arábia: K'naan és Nancy Ajram – Wavin' Flag/Shagga' Bi Alamak[43]
- Brazília: K'naan és Skank Comemorar[44]
- Kína: K'naan, Jacky Cheung és Jane Zhang – Wavin' Flag (kínai: 旗开得胜)[45]
- Franciaország: K'naan és Féfé – Wavin' Flag[46]
- Görögország: K'naan, Professional Sinnerz és Komis X – Wavin' Flag[47]
- Indonézia: K'naan és Ipang – Wavin' Flag (Semangat Berkibar)[48]
- Japán: K'naan és Ai – Wavin' Flag (japánul: ウェイヴィン・フラッグ)[49]
- Nigéria: K'naan és Banky W. & M.I. (Jude Abaga) – Wavin' Flag (Naija Remix)[50]
- Spanyolország/Latin-Amerika: K'naan és David Bisbal – Wavin' Flag (Bandera de Libertad)[51]
- Thaiföld: K'naan és Tattoo Colour – Wavin' Flag[52]

Nem hivatalos, de a Coca-Cola kampányának témáját viselő dalok:
- Karib-térség: K'naan és Machel Montano – Wavin' Flag (DJ Power Remix)[53]
- Haiti: K'naan és MikaBen – Wavin' Flag[54]
- Magyarország: a Magyar Televízió riporterei és kommentátorai – "Nálunk van a labda" [55]
- India: (hindi nyelven) K'naan és Jasim – Wavin' Flag[56]
- Szomália: K'naan és Gulled Ahmed – Wavin Flag[57]
- Olaszország: K'naan, Mr. Blaza és MagicEmy – Wavin' Flag[58]
- Mongólia: P.Bayartsengel, D.Anu, E.Solongo és E.Soyombo – Wavin' Flag[59]
- Oroszország: K'naan és ST1M – Wavin' Flag[60]
- Sri Lanka: K'naan (remix: Pradeep) – Wavin' Flag/Ekama Irak Yata[61]
- Vietnám: K'naan és Phương Vy. – Wavin' Flag[62]
- Dánia: Anne Mortensen, Lasse Jakobsen, Anders Andersen, Dennis Schultz és Erik Bruun – Bare kom an[63]